# Tusa (chanson)
Ne doit pas être confondu avec Tusa.
Singles par Nicki Minaj
Welcome to the Party (Remix)
(2019) Nice to Meet Ya
(2020)
Singles par Karol G
China
(2019) Follow
(2020)
Tusa est une chanson composée et interprétée par la chanteuse colombienne Karol G et la rappeuse américano-trinidadienne Nicki Minaj. Sorti le 8 novembre 2019 en tant que single, le morceau est produit et co-écrit par le producteur colombien Ovy On The Drums. Il figure aussi sur le troisième album de Karol G,KG0516. 
Aux États-Unis, Tusa débute en 78e position du Hot 100 et culmine plus tard en 42e position, le plus grand succès pour une collaboration latine féminine aux États-Unis. C'est la 106e entrée de Minaj, prolongeant son record, et la 3e de Karol G. Le titre se place également en tête du classement Latin Songs. Tusa est un succès mondial, se plaçant n°1 en Espagne et dans 16 pays d'Amérique latine. Tusa est aussi le titre détenant le plus de semaines en 1ère position dans l'histoire du classement argentin. En France, il atteint la 6e position du classement des singles SNEP et la 2e position du classement radio. Il est plus tard certifié disque de diamant. 
Le titre s'est écoulé globalement à 6 813 333 unités,,,,,,. En septembre 2020, le clip vidéo dépasse le milliard de vues sur YouTube. En mars 2021, c'est sur Spotify que Tusa atteint le milliard d'écoutes, Minaj étant alors présente sur chacune des collaborations féminines ayant atteint ce jalon avec Side to Side. En avril 2021, "Tusa" devient la troisième chanson ayant reçu le plus récompense et dépasse "Thriller" de Michael Jackson pour se placer juste après "Shallow", de Lady Gaga et Bradley Cooper, et "Formation" de Beyoncé.

## Développement et sortie

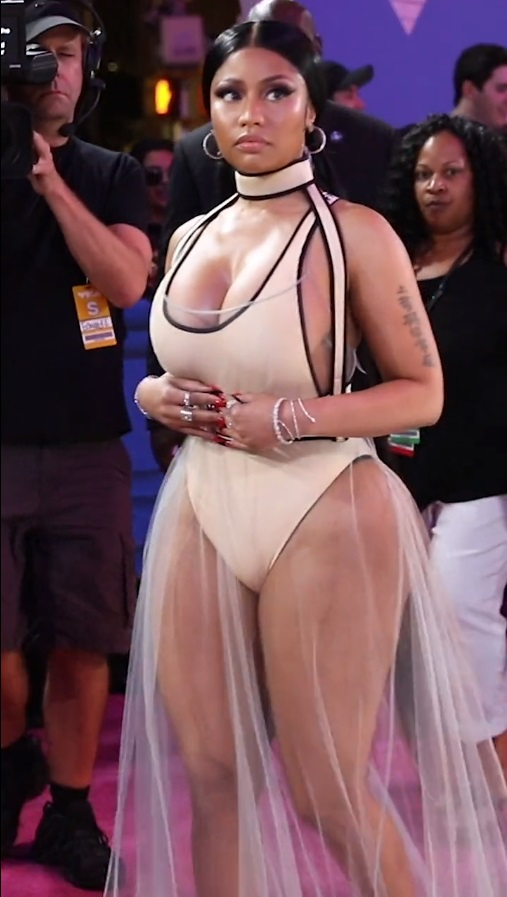
Nicki Minaj (ci-dessus) avec qui Karol G collabore sur Tusa.

Le 7 novembre 2019, Minaj poste une vidéo teaser sur son compte Instagram annonçant la sortie le soir-même de Tusa en collaboration avec Karol G. La chanson est publiée le 8 novembre sur toutes les plateformes de streaming et disponible sur iTunes. Dans une interview pour Billboard, Karol G explique qu'elle discutait d'une collaboration avec Minaj via Instagram durant l'été, échangeant des chansons jusqu'à choisir Tusa d'un commun accord. Parlant de Minaj, Karol G continue :

« Je lui ai d'abord envoyé le texte en espagnol, puis une traduction en anglais. Elle a adoré le concept. Elle m'a appelé et m'a dit mot pour mot : "Je vais écrire le meilleur couplet de rap de ma vie pour ta chanson". Je me suis sentie tellement heureuse. Je lui ai envoyé le morceau à 13 heures. À 13 heures 07, elle a téléchargé le fichier, et à 8 heures je recevais la chanson finie. J'ai été surprise par le fait qu'elle ait écrit quatre lignes en espagnol. Elle avait écrit tout son couplet en anglais, et puis elle a rajouté deux lignes en espagnol au début de la chanson et deux autres au début de son couplet de sa propre initiative. »

Expliquant sa réaction au couplet de Minaj dans lequel la rappeuse dit son nom, elle continue : 

« J'ai failli mourir. Quand j'ai écouté la chanson et que je l'ai entendu dire : "C'est moi et Karol G, on laisse les rats parler", j'ai failli... En fait, je suis morte, je suis revenue à la vie, morte, revenue à la vie, et je suis morte et revenue à la vie au moins 18 fois quand j'ai réalisé que Nicki Minaj avait prononcé mon nom dans son couplet. »

Dans une interview pour Entertainment Tonight, la chanteuse fait part de ses sentiments sur la tendance musicale actuelle d'artistes anglophones reconnus chantant en espagnol et collaborant avec des artistes latino-américains :   

« Je suis tellement heureuse de faire partie de ce mouvement musical. J'ai grandi en admirant des artistes anglophones et pensant qu'ils étaient si inaccessibles. La musique hispanophone a parcouru un long chemin, et est maintenant globale. J'adore voir des artistes anglophones voulant collaborer avec des artistes latino. Et aussi le fait que je puisse participer à une chanson américaine en y apportant mon style urbain. »

## Paroles
Dans une interview pour Billboard, Karol G explique que « tusa » est un mot d'argot colombien utilisé particulièrement sur les côtes et en Antioquia désignant le mélange de chagrin et de rancune que l'on ressent après une rupture. Jessica Roiz écrit : « Dans la chanson, l'artiste colombienne chante à propos d'une femme qui pense s'être remise de sa rupture mais devient triste dès qu'elle entend une chanson qui lui rappelle son ex. Les couplets de rap de Minaj quant à eux garantisse à cet ex que c'est tant pis pour lui et qu'elle est passé à autre chose ». 
Tusa est une chanson de reggeaton, accentuée par un sample clair d'un quatuor à cordes classique. La chanson ouvre sur les premiers accords des instruments et Minaj interrogeant en espagnol : « Qu'est-ce qui t'arrive ? Dis-moi tout ». Tandis que le rythme reggeaton commence, Karol G délivre une introduction chantée et le premier refrain. Minaj ouvre le premier couplet en espagnol, annonçant : « Mais j'ai tant pleuré pour rien. Maintenant je suis une bad girl ». Le refrain reprend et Karol G délivre un second couplet, puis un troisième refrain. Dans l'outro, les deux artistes se saluent mutuellement : « Karol G, Nicki Minaj. La reine et la reine ». Minaj pose également sa signature sonore sur le morceau, un trill.

## Clip vidéo
Après la publication d'un court extrait sur Instagram le 7 novembre 2019, le clip officiel de Tusa sort sur YouTube le 8 novembre en même temps que le single. La vidéo est réalisée par Mike Ho et tournée à Los Angeles. 

### Accueil
Le clip vidéo rencontre un grand succès sur YouTube. En une semaine, il est visionné plus de 32 millions de fois et cumule 1,2 million de likes. Mike Nied de Idolator écrit : « l'esthétique a tout de la luxure et pourrait bien provoquer un succès viral ». Rap-Up note que Tusa « voit Barbie dans toute sa splendeur » et Suzy Exposito de Rolling Stone confirme que les deux artistes « incarnent le glamour »,. 
Le clip est visionné plus de 100 millions de fois en 21 jours après sa sortie. Minaj reste la seule artiste tous genres confondus à cumuler 54 clips vidéos ayant dépassé les 100 millions de vues. En septembre 2020, Tusa est visionnée plus d'un milliard de fois.

## Accueil commercial
Avec 48 300 ventes aux États-Unis lors de sa première de sortie, Tusa débute en 56e position du Top 100 édité par Rolling Stone. La chanson débute également en 78e position du Hot 100. Il s'agit de la 4e entrée de Karol G au classement et de la 106e pour Minaj, prolongeant son record de l'artiste féminine détenant le plus d'entrées au Hot 100. La semaine du 30 novembre, Tusa tombe en 92e position du Hot 100 et quitte le classement la semaine suivante. Près de deux mois après sa sortie, la popularité de Tusa sur les plateformes de streaming propulse à nouveau la chanson dans le Hot 100, retournant en 98e position le 4 janvier 2020. Minaj devient ainsi la deuxième rappeuse à être entrée au Hot 100 durant trois décennies, aux côtés de Missy Elliott. La chanson culmine en 42e position le 15 février et la semaine suivante, devenant la première collaboration latine féminine à atteindre cette position. Le 23 avril 2020, Tusa reste durant 20 semaines dans le Hot 100 et devient ainsi le titre le plus longève de Karol G.
Avec Tusa, Karol G se détrône elle-même à la tête du classement Hot Latin Songs, remplaçant son précédent single China. Il s'agit de son troisième n°1 au classement et du premier pour Minaj. C'est également la première collaboration entre deux artistes féminines à atteindre cette position. Avec 9.5 millions de streams lors de la première semaine, Tusa débute également en tête du classement Latin Streaming Songs.
Petit à petit, Tusa devient un succès international. La chanson se place notamment en tête des classements musicaux nationaux en Argentine, en Bolivie, au Chili, en Colombie, au Costa Rica, en Équateur, en Espagne, au Guatemala, au Honduras, au Nicaragua, au Panama, au Paraguay, au Pérou, à Porto Rico, en République Dominicaine, au Salvador et au Venezuela. En Argentine, le titre reste en tête du classement durant 15 semaines et devient le titre n°1 le plus long dans l'histoire du classement. En France, il culmine en 6e position du Top Singles le 24 avril 2020 et en 2e position du Top Radio,. 
Au 10 avril 2021, Tusa s'est écoulée 6 813 333 exemplaires selon les certifications,,,,,.

## Accueil critique
Tusa reçoit des critiques généralement positives. Sarah Osei de Highsnobiety écrit : « En anglais et en espagnol, les pop stars délivrent un hymne post-rupture insouciant et encourageant ». Le couplet de Minaj est particulièrement salué par les critiques, qui apprécient le fait que Minaj s'aventure dans l'espagnol. Devki Nehra de First Post affirme que la rappeuse « apporte sa signature farouche à cette douce chanson bilingue, complétant parfaitement le chant de Karol G ». Générations note que Minaj pose « un flow toujours aussi bien calé (...) Une connexion surprenante, mais ça colle plutôt bien ! ». Certains artistes latino montrent également leur soutien sur les réseaux sociaux et félicitent les deux chanteuses pour leur collaboration, notamment Becky G et le compagnon de Karol G Anuel AA.

## Performances
Karol G interprète Tusa pour la première fois lors d'une performance publicitaire organisée par Google pour promouvoir le smartphone Google Pixel 4. Filmée sur un rooftop à Las Vegas, la performance est diffusée lors de la 20e cérémonie des Latin Grammy Awards le 14 novembre 2019. Le 10 janvier 2020, la chanteuse colombienne fait sa première apparition dans un late-night show américain et interprète Tusa sur le plateau du Tonight Show de Jimmy Fallon. Le 5 mars 2020, Karol G interprète le titre sur la scène de la première édition des Spotify Awards à Mexico.

## Crédits
Crédits adaptés de Spotify.
- Karol G : interprète, compositrice[41]
- Nicki Minaj : interprète, compositrice[41]
- Daniel "Ovy On The Drums" Echavarría : compositeur, producteur[41]
- Kevyn Mauricio Cruz Moreno : compositeur[41]

## Récompenses et nominations
Avec 24 prix, Tusa est la chanson la plus récompensée de Karol G et de Nicki Minaj et est également la chanson la plus récompensée pour une rappeuse.
| Cérémonie                | Année | Nomination                                  | Résultat   |
| ------------------------ | ----- | ------------------------------------------- | ---------- |
| Actuality Awards         | 2020  | Meilleure chanson urbaine                   | Lauréat    |
| American Music Awards    | 2020  | Chanson latino de l'année                   | Lauréat    |
| HEAT Latin Music Awards  | 2020  | Meilleure vidéo                             | En attente |
| Latin Grammy Awards      | 2020  | Enregistrement de l'année                   | Nomination |
| Latin Grammy Awards      | 2020  | Chanson de l'année                          | Nomination |
| MTV Europe Music Awards  | 2020  | Meilleure collaboration                     | Lauréat    |
| MTV Europe Music Awards  | 2020  | Meilleure vidéo                             | Nomination |
| MTV Video Music Awards   | 2020  | Meilleure collaboration                     | Nomination |
| MTV Video Music Awards   | 2020  | Meilleure vidéo latine                      | Nomination |
| Premios Juventud         | 2020  | Chanson qu'on ne peut s'empêcher de chanter | Lauréat    |
| Premios NuestraTierra    | 2020  | Chanson de l'année                          | Lauréat    |
| Premios NuestraTierra    | 2020  | Chanson urbaine                             | Lauréat    |
| Premios NuestraTierra    | 2020  | Meilleure vidéo                             | Nomination |
| Premios NuestraTierra    | 2020  | Chanson favorite du public                  | Lauréat    |
| Premios Tu Música Urbano | 2020  | Chanson féminine                            | Nomination |
| Spotify Awards           | 2020  | Chanson du lundi                            | Lauréat    |

## Classements hebdomadaires
| Classement (2019)                       | Meilleure position |
| --------------------------------------- | ------------------ |
| Allemagne (Media Control AG)            | 79                 |
| Argentine (Billboard Top 100)           | 1                  |
| Belgique (Flandre Ultratop 50 Singles)  | 7                  |
| Belgique (Wallonie Ultratop 50 Singles) | 6                  |
| Bolivie (Monitor Latino)                | 1                  |
| Canada (Hot 100)                        | 98                 |
| Chili (Monitor Latino)                  | 1                  |
| Colombie (Top 100)                      | 1                  |
| Costa Rica (Monitor Latino)             | 1                  |
| Équateur (Top 100)                      | 1                  |
| Espagne (PROMUSICAE)                    | 1                  |
| États-Unis (Hot 100)                    | 42                 |
| États-Unis (Latin Digital Song Sales)   | 1                  |
| États-Unis (Latin Rhythm Airplay)       | 1                  |
| États-Unis (Hot Latin Songs)            | 1                  |
| États-Unis (Latin Streaming Songs)      | 1                  |
| États-Unis (Rhythmic)                   | 16                 |
| États-Unis (Rolling Stone 100)          | 41                 |
| France (SNEP)                           | 6                  |
| France (SNEP Ventes)                    | 3                  |
| France (SNEP Radio)                     | 2                  |
| Grèce (IFPI)                            | 69                 |
| Guatemala (Monitor Latino)              | 1                  |
| Honduras (Monitor Latino)               | 1                  |
| Italie (FIMI)                           | 10                 |
| Lituanie (AGATA)                        | 97                 |
| Mexique (Airplay)                       | 3                  |
| Mexique (Pop Espanol Airplay)           | 1                  |
| Nicaragua (Monitor Latino)              | 1                  |
| Panama (Monitor Latino)                 | 1                  |
| Paraguay (Monitor Latino)               | 1                  |
| Pérou (Monitor Latino)                  | 1                  |
| Portugal (AFP)                          | 5                  |
| Porto Rico (Monitor Latino)             | 1                  |
| République dominicaine (SODINPRO)       | 1                  |
| Roumanie (Airplay 100)                  | 57                 |
| Salvador (Monitor Latino)               | 1                  |
| Slovénie (SloTop50)                     | 50                 |
| Suède (Sverigetopplistan)               | 6                  |
| Suisse (Schweizer Hitparade)            | 8                  |
| Venezuela (Monitor Latino)              | 1                  |

## Certifications
| Pays                    | Certification | Ventes    |
| ----------------------- | ------------- | --------- |
| Belgique (BEA)          | Or            | 20 000    |
| Colombie (ASINCOL)      | 12 × Diamant  | 1 200 000 |
| Espagne (PROMUSICAE)    | 9 × Platine   | 360 000   |
| États-Unis (RIAA Latin) | 35 × Platine  | 2 100 000 |
| France (SNEP)           | Diamant       | 333 333   |
| Italie (FIMI)           | 2 × Platine   | 140 000   |
| Mexique (AMPROFON)      | 8 × Diamant   | 2 610 000 |
| Portugal (AFP)          | Platine       | 20 000    |
| Uruguay (CUD)           | 3 × Platine   | 30 000    |